# Thomas Silverstein
Thomas Edward Silverstein (sinh ngày 4 tháng 2 năm 1952) là một kẻ giết người bị kết án người Mỹ. Ông đã bị giam giữ liên tục từ năm 1977 và đã bị kết án vì đã thực hiện bốn vụ giết người riêng biệt trong khi bị giam giữ, một vụ trong số đó đã bị bãi bỏ. Ông đã bị biệt giam từ năm 1983, khi ông giết chết bảo vệ nhà tù Merle Clutts tại Marion Penitentiary ở Illinois. Quản lý nhà tù mô tả ông là một kẻ giết người tàn bạo và một cựu lãnh đạo của băng đảng nhà tù Huynh đệ Aryan. Silverstein lập luận rằng các điều kiện phi nhân tính bên trong hệ thống nhà tù đã khiến cho ông gây ra ba vụ giết người. Ông đã bị biệt giam "trong một xà lim được thiết kế đặc biệt" trong khu vực được gọi là "Range 13" tại Trại giam Liên bang ADX Florence ở Colorado. Ông hiện đang là tù nhân bị biệt giam dài ngày nhất của Cục nhà tù Hoa Kỳ.

## Quá trình phạm tội
Lần đầu tiên Silverstein vào tù là năm 1971 với tội danh cướp có vũ trang. Bốn năm sau, Silverstein được tại ngoại. Sau đó, Silverstein lại tham gia 3 vụ cướp ngân hàng cùng cha và chú. Năm 1977, toà tuyên án Sliverstein 15 năm tù tại nhà giam USP Leavenworth ở thành phố Kansas.
Năm 1980, Silverstein giết một tù nhân tên là Danny Atwell, bị toà kết án chung thân, tước quyền tạm tha và bị chuyển đến nhà tù USP Marion ở bang Illinois, trại giam có hệ thống an ninh cao nhất khi đó. Năm 1981, Silverstein bóp cổ tù nhân tên là Robert Chappelle đến chết. Silverstein còn cùng một tù nhân khác có tên Clayton Fountain hạ sát Raymond "Cadillac" Smith, đồng bọn của Chappelle. Hai tù nhân dùng vũ khí tự chế đâm Smith 67 nhát. Sau đó, họ kéo xác của nạn nhân ra phía trước phòng giam để thị uy. Sau vụ việc này, Silverstein nhận thêm một án tù chung thân.
Ngày 22 tháng 10 năm 1983, với sự giúp đỡ của các phạm nhân khác, Silverstein còng tay khi các nhân viên quản ngục đang dẫn mình tới phòng tắm. Silverstein rút một con dao ra khỏi người, vượt qua 2 người hộ tống và tấn công Merle Clutts, một cán bộ của nhà tù USP Marion. Kết quả khám nghiệm tử thi cho thấy, Clutts chết bởi 40 nhát đâm.
Silverstein bị kết án 118 năm tù và biệt giam vì nhiều lần phạm tội giết người, buôn ma tuý và cướp có vũ trang, dư luận Hoa Kỳ xem Thomas Silverstein là tù nhân nguy hiểm và cô độc bậc nhất nước Mỹ.